# Вељке Дравце
Вељке Дравце (слч. Veľké Dravce) насељено је мјесто са административним статусом сеоске општине (слч. obec) у округу Лучењец, у Банскобистричком крају, Словачка Република.

## Становништво
| Година:    | 1994. | 2004.   | 2014.   | 2024.   |
| ---------- | ----- | ------- | ------- | ------- |
| Број људи: | 631   | 642     | 698     | 679     |
| Разлика:   |       | +1,74 % | +8,72 % | -2,72 % |

| Година:    | 2023. | 2024.   |
| ---------- | ----- | ------- |
| Број људи: | 686   | 679     |
| Разлика:   |       | -1,02 % |

Према подацима о броју становника из 2011. године насеље је имало 683 становника.